# Haloze

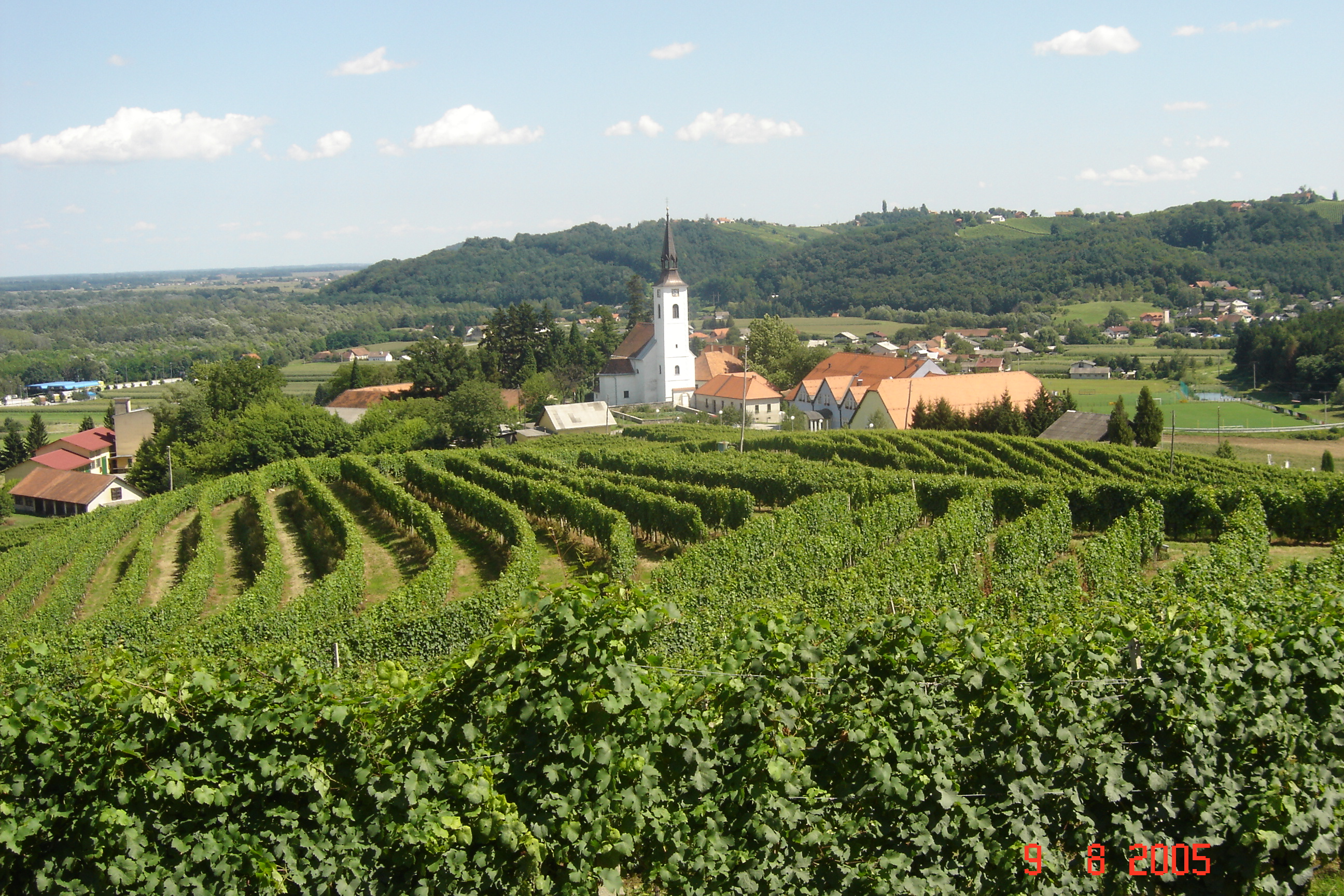
Weinberge in der Nähe von Zavrče

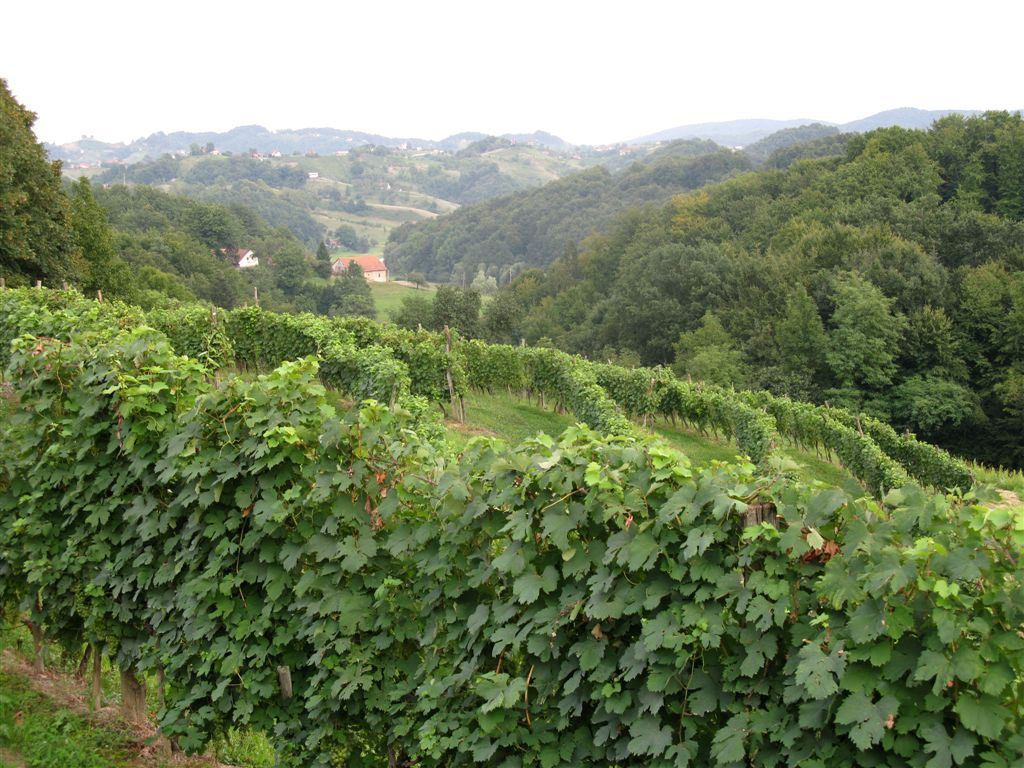
Hügelland von Haloze bei Mali Okič (Cirkulane)

Haloze (deutsch: Kollos) ist der Name eines Hügellandes im Nordosten Sloweniens in der historischen Region Untersteiermark (statistische Region Podravska). Es erstreckt sich von Jelovška potok bei Makole bis Zavrč an der Grenze zu Kroatien und umfasst die Gemeinden Cirkulane, Gorišnica, Majšperk, Podlehnik, Videm, Zavrč und Žetale. Die Region ist für ihren Weinanbau bekannt.

## Geographische Lage
Die Region Haloze ist ein hügeliges Gebiet von etwa 300 km2, das ungefähr in Ost-West-Richtung verläuft. Im Süden wird es durch die Grenze zu Kroatien begrenzt, im Norden durch die Flüsse Dravinja und Drau. Von seinem westlichen Ende bei Makole verläuft er in einem relativ schmalen Südwest-Nordost-Gürtel bis nach Zavrč, etwa 40 km Luftlinie lang. Der westliche Teil ist mit dichten Buchen- und Kiefernwäldern bewaldet, während der östliche Teil seit der Römerzeit ein bekanntes Weinanbaugebiet ist.
Das Fauna-Flora-Habitat-Gebiet Haloze-vinorodne liegt auf dem Gebiet.

## Geologie
Haloze hat ein ähnliches Klima wie der Rest des Drau-Tals, unterscheidet sich aber geologisch von diesem: Die Böden des Hügellandes bestehen primär aus mitteltertiärem Sandstein auf der Basis von Dolomitgestein. Der höchste Punkt von Haloze liegt in Jelovice mit 623 Metern.

## Haloze-Dialekt
Der Haloze-Dialekt (slowenisch: haloško narečje, haloščina) ist ein slowenischer Dialekt in der pannonischen Dialektgruppe. Es wird in der Haloze südlich einer durch die Flüsse Dravinja und Drau definierten Linie gesprochen, die sich bis zur kroatischen Grenze erstreckt und im Westen durch eine Linie begrenzt wird, die von südöstlich von Majšperk nach Donačka Gora und zum Grenzübergang Macelj führt. Größere Siedlungen im Dialektgebiet sind Podlehnik, Žetale und Gradišče.

## Geschichte
Im 15. Jahrhundert wird Haloze in schriftlichen Quellen als „Chalas“ und „Kalosen“ erwähnt. Im 16. Jahrhundert existierten alle heutigen Orte. Die charakteristische Hügelbesiedlung entstand im 18. und 19. Jahrhundert und folgte der intensiven Weinbauausweitung.